# 自動酸化
自動酸化（じどうさんか、Autoxidation）は、空気中または、酸素と紫外線の片方または両方の存在下で起こる酸化で、ペルオキシドとヒドロペルオキシドが生成する。古典的な自動酸化の例に、単純なエーテルであるジエチルエーテルの酸化があり、爆発性のペルオキシドが生ずる。これは炎の上がらない遅い燃焼反応であると考えることができる。自動酸化は化合物を酸化誘導体に変換する重要で便利な反応でもあり、望まれない場所でも起こる反応でもある（自動車のタイヤのゴムを破壊する）。
実際は全ての有機材料が自動酸化を受けるが、アリル水素もしくはベンジル水素など不飽和な部分を持つものがとりわけ自動酸化を受けやすい傾向にある。これらは自動酸化によってヒドロペルオキシドとなる。

## 工業での自動酸化
化学工業ではいくつかの化合物が自動酸化によって合成されている。
- クメン法によるフェノールとアセトンはベンゼンとプロピレンから作られる。
- シクロヘキサンの自動酸化によりシクロヘキサノールとシクロヘキサノンが生成する。
- p-キシレンはテレフタル酸へ酸化される。
- エチルベンゼンはエチルベンゼンヒドロペルオキシドに酸化され、プロピレン酸化/スチレンプロセスでの酸化剤となる。